# James Gordon (politikus)
James Gordon (Cotton Gin Port, 1833. december 6. – Okolona, 1912. november 28.) az Amerikai Egyesült Államok szenátora (Mississippi, 1909–1910).